# Кабищанка
Кабищанка (в верховье Пальминка; бел. Кабішчанка) — река в Белоруссии, протекает по территории Городокского района Витебской области, правый приток Лужесянки. Длина реки — 28 км, площадь водосборного бассейна — 166 км².
Река вытекает из озера Болецкого на высоте 181,6 м над уровнем моря в 5 км к северо-востоку от центра города Городок. От истока течёт на восток, затем поворачивает на юг, а ещё ниже на юго-восток. Основные притоки — река Нырка (слева) и ручей Пальминский (справа). Всё течение проходит в пределах Городокской возвышенности.
Река протекает несколько сёл и деревень: Лапушница, Ероненки, Грибали, Романово, Пальминка, Кабище, Латыгово. У последнего Кабищанка впадает в реку Лужесянку с левой стороны.